# TUSEM Essen
TUSEM Essen  er en håndboldklub fra Essen i Tyskland. Klubben spiller pt. i håndboldbundesligaen.

## Meritter
- Tysk mester: 3
  - 1986, 1987, 1989

- Tysk pokalmester: 3
  - 1989, 1994, 2005

- Champions League:
  - Tabende finalister: 1988

- Cup Winners' Cup: 1
  - 1989

- EHF Cup: 1
  - 2005

- EHF Challenge Cup: 1
  - 1994